# Adelidea
Adelidea is een vliegengeslacht uit de familie van de wolzwevers (Bombyliidae). De wetenschappelijke naam van het geslacht werd voor het eerst geldig gepubliceerd in 1840 door Justin Pierre Marie Macquart.

## Soorten
Het genus bevat de volgende soorten:

- Adelidea anomala (Wiedemann, 1821)
- Adelidea braunsi Bezzi, 1921
- Adelidea immaculata Bezzi, 1922
- Adelidea longirostris (Wiedemann, 1828)
- Adelidea maculata Hesse, 1938
- Adelidea nigrifemoris Hesse, 1938
- Adelidea pterosticta Hesse, 1938
- Adelidea ruficornis Bezzi, 1921